# Книга на книгите
Книга на книгите (на английски: Superbook) е анимационен телевизионен сериал с християнска тематика, продуциран от Крисчън Броудкастинг Нетуърк с анимационни студия от Азиатско-тихоокеанския регион, задно с местни партньори като Токио Ем Екс и Уърлд ъф Лайф Прес в Япония. Сериалът е рестартиране на едноименната поредица от 1981 г.

## Сюжет
Когато най-добрите приятели Крис и Джой се сблъскат с проблем заедно със своя робот на име Гизмо, те откриват тайните на „Книга на книгите“ чрез мистериозен портал към миналото и се пренасят в библейските времена – от епохите на Стария и Новия завет – за да ги разрешат.

## Актьорски състав
- Самюел Винсънт – Кристофър "Крис" Куантъм, приятелят на Джой, собственикът на Гизмо, син на професор Куантъм и Фийби и ученик в основно училище „Валивю“.
  - Вънсънт озвучава и Папагала на Гизмо.
- Шанън Чан-Кент – Джой Пепър, приятелката на Крис и Гизмо, която учи в същото училище.
- Кати Уеселък – Гизмо, роботът на Крис, създаден от професор Куантъм.
  - Уеселък озвучава и Тод, съперник на Крис и лош ученик в училището.
  - Също така Уелсък озвучава и Госпожа Пепър, майката на Джой.
  - Озвучава и Бони Скот, новото момиче в количка, което Джой номинира за клуба.
- Колин Мърдок – Книга на книгите, устройството, което отвежда Крис, Джой и Гизмо през мистериозен портал към миналото, пътувайки назад във времената на Стария и Новия завет по време на библейските епохи.
  - Мърдок озвучава и Господин Пепър, бащата на Джой.
  - Също така Мърдок озвучава Рейнджър Грейнджър, рейнджърът в лагерa на семейство Куантъм.
  - Озвучава и Миракъл, псевдо магьосник, разобличен от Крис.
- Джан Рабсън – Професор Криспин Куантъм, бащата на Крис и съпруг на Фийби.
- Никол Оливър – Фийби Куантъм, майката на Крис и съпруга на Криспин.
  - Оливър озвучава и Беки, партньорката на Джой в научен проект.
- Брайън Дръмънд – Джейсън, разкаяло се момче, опитало се да открадне от дома на Крис.
  - Дръмънд озвучава и Мич, съученик на Крис.
- Майкъл Донован – Джей, съученик на Крис.
- Катрин Бар – Шарън Майърс, тероризиращо момиче в миналото, крадла в училището.
  - Бар озвучава и Директор Травис, директорът на основното училище.
- Кейгън Конър Трейси – Джанис, президент на Клуба на момичетата лидери.
- Майкъл Адамтуейт – Пиърс, лидер на скейтбордистите.
- Алън Мериът – Бари, тормозещ, който плаши Томи, докато Крис не му се противопоставя в скейтпарка на „Валивю“.
- Айдън Дръмънд – Томи, жертва на Бари, когото Крис защитава.
- Мат Хил – Уил, съучастник в бандата на Крис.

## В България
Сериалът се излъчва в България по БНТ 1 и БНТ 2 от 2015 г.
| Преводачи           | Свилена Стоянова Яна Янева                                             |
| Редактор            | Недялка Арнаудова                                                      |
| Режисьор на дублажа | Милена Живкова                                                         |
| Озвучаващи артисти  | Мими Йорданова Златина Тасева Сава Пиперов Цанко Тасев Димитър Иванчев |
| Песен на спасението | Весела Бонева                                                          |